# 舍別基諾
50°25′N 36°54′E / 50.417°N 36.900°E

Coats of arms Shebekino

舍別基諾（俄语：Шебе́кино）是俄羅斯別爾哥羅德州西南部的一個城市，位於別爾哥羅德東南30公里。2002年人口45,119人。
1713年建立，1938年設市。